# Огата, Харуна
Харуна Огата (яп. 尾形春水 Огата Харуна, род. 15 февраля 1999 года) — японский идол, бывшая участница двенадцатого поколения японской поп-группы Morning Musume.

## Биография

### Ранние годы
Огата Харуна родилась 15 февраля 1999 года в префектуре Осака, Япония. Оба её родителя из Мияки, единственный ребёнок в семье. У неё есть любимая собака по имени Альф. Посещала среднюю и старшую школу Doushisha Kouri в Неягаве, окончила старшую школу 8 марта 2017 года.
Она начала заниматься фигурным катанием в возрасте 5 лет и продолжала кататься до 14 лет. Участвовала в региональном чемпионате по фигурному катанию 2013 года в регионе Кинки и заняла 41-е место в юношеском дивизионе.

### 2014
Летом 2014 года успешно приняла участие в прослушивании Morning Musume '14 <Golden> Audition. 30 сентября была представлена на концерте Morning Musume '14 Concert Tour Aki GIVE ME MORE LOVE ~Michishige Sayumi Sotsugyou Kinen Special~, вместе с остальными участницами 12-го поколения - Мики Нонака, Мариа Макино, Аканэ Хага .

### 2015
4 января Огата и остальные участницы 12-го поколения начали вести радиошоу на FM FUJI под названием Morning Musume '15 12ki Nikki. 
5 марта они также начали вести веб-ток-шоу эксклюзивно для членов фан-клуба под названием 12ki Relay.
12 июня, вышел её первый сольный DVD Greeting ~Ogata Haruna~.

### 2016
15 февраля, отпраздновала своё 17-летие на мероприятии под названием Morning Musume '16 Ogata Haruna Birthday Event, с двумя представлениями в Akasaka BLITZ, Токио.

### 2017
15 февраля, отпраздновала своё 18-летие на мероприятии под названием Morning Musume '17 Ogata Haruna Birthday Event, с двумя представлениями в Yamano Hall, Токио.
16 февраля, эксклюзивное веб-ток-шоу с 12-м поколением 12ki Relay закрылось с общим количеством 100 эпизодов. 
26 марта, радиошоу Morning Musume '17 12ki Nikki также закрылось.
6 апреля, участницы Morning Musume 12-го и 13-го поколений начали вести радиошоу на FM FUJI, с названием Morning Musume '17 no Morning Diary.
20 июня было объявлено, что Огата станет ведущей спортивной программы Hello! Athlete Megami, трансляция шоу началась 2 июля на каналах EX Sports и SKY PerfecTV! Premium Service.

### 2018
15 февраля, отпраздновала своё 19-летие на мероприятии под названием Morning Musume '18 Ogata Haruna Birthday Event, с двумя представлениями в IMA Hall, Токио.
28 февраля Харуна сообщила в своём блоге, что финальный эпизод программы Hello! Athlete Megami будет транслироваться в марте.
27 марта было объявлено о выпускном Харуны Огаты из Morning Musume и Hello! Project, 20 июня в финальный день весеннего тура Morning Musume Tanjou 20 Shuunen Kinen Concert Tour 2018 Haru ~We are MORNING MUSUME~.. В качестве причины было указано, что она желает получить высшее образование, для чего она поступила в младший колледж на два года, и, возможно, затем в университет на четыре года, это обучение предполагает интенсивные занятия на полный рабочий день, что будет невозможно совмещать с занятостью айдола.
4 июня Харуна и остальные участницы 12-го поколения – Мики Нонака, Мариа Макино, Аканэ Хага, участвовали в мероприятии с названием Morning Musume '18 12ki Member Ogata Haruna・Nonaka Miki・Makino Maria・Haga Akane FC Event, с одним шоу в Differ Ariake, Токио. 14 июня Харуна участвовала в мероприятии с названием Morning Musume '18 12ki Member Ogata Haruna FC Event, с одним шоу в Namba Hatch, Осака.

## Группы и юниты Hello! Project
- Morning Musume (2014 — 2018)

## Дискография

### Студийные альбомы
Morning Musume
- [2017] 15 Thank you, too
- [2018] Hatachi no Morning Musume

## Фильмография

### ТВ-программы
- [2014-2018] The Girls Live
- [2017-2018] Hello! Athlete Megami

### DVD & Blu-ray
Сольные DVD/Blu-ray
| # | Название                | Дата выпуска | Чарты               | Лейбл           |
| # | Название                | Дата выпуска | Oricon Weekly Chart | Лейбл           |
| - | ----------------------- | ------------ | ------------------- | --------------- |
| 1 | Greeting ~Ogata Haruna~ | 12 июня 2015 | —                   | e-Hello! series |

### Театр
- TRIANGLE (18-28 июня, 2015, Ikebukuro Sunshine Theater, Токио)[21]
- Zoku 11nin Iru! Higashi no Chihei, Nishi no Towa (11-12 июня 2016, Kyoto Gekijo in Kyoto, Киото) (16-26 июня 2016, Ikebukuro Sunshine Theater, Токио)[22]
- Pharaoh no Haka  (2-11 июня 2017, Ikebukuro Sunshine Theater, Токио)[23]

### Фотокниги
Сольные фотокниги
- Ogata Haruna Mini Photobook "Greeting -Photobook-" (21 мая 2016, Odyssey Books)[24]

Совместные фотокниги
- Morning Musume 12ki OFFICIAL BOOK (12 декабря 2016, Wani Books, ISBN 978-4-8470-4879-1)[25]
- Morning Musume '17 Shijou Drama "Haikei, Haru-senpai! ~Higashi-Azabu Koukou Hakusho~" (11 декабря 2017, Wani Books, ISBN 978-4-8470-4982-8)[26]
- Morning Musume 20 Shuunen Kinen Official Book (19 июня 2018, Wani Books, ISBN 978-4-8470-8125-5)[27]

## См.также
- Morning Musume
- Список участниц Morning Musume
- Дискография Morning Musume